# أندريس كولومبو
أندريس كولومبو (بالإسبانية: Andrés Colombo)‏ (30 يوليو 1987 بروساريو في الأرجنتين - ) هو لاعب كرة قدم أرجنتيني في مركز الوسط. لعب مع Club Sportivo Rivadavia ‏.

## وصلات خارجية
- أندريس كولومبو على موقع قاعدة بيانات كرة القدم.إي يو (الإنجليزية)
- أندريس كولومبو على موقع Soccerway.com (الإنجليزية)